# 할 수 있다고!
《할 수 있다고!》는 2021년 9월 1일부터 방영 중인 EBS 2TV의 어린이 프로그램이다.

## 프로그램 소개
"함께 라면 멀리 간다! 할 수 있다고(GO!)"
《할 수 있다고?》는 장애를 가졌지만 포기하지 않고
도전하는 18명의 어린이를 통해 또 다른 장애 어린이와
그 가족들에게 '할 수 있다!'는 도전 의식을 심어주고
장애 어린이들의 꿈과 희망을 응원한다.

## 방송 시간
| 방송 채널 | 방송 기간             | 방송 시간                                                 | 방송 분량 |
| --------- | --------------------- | --------------------------------------------------------- | --------- |
| EBS 2TV   | 2020년 9월 1일 ~ 현재 | 매주 수요일 저녁 6:30 ~ 6:45 매주 토요일 오후 3:30 ~ 3:45 | 20분      |

## 출연자 소개
- 션